# 山陽汽船商社
山陽汽船商社（さんようきせんしょうしゃ）は、明治時代の日本の海運会社。のちの山陽本線にあたる鉄道路線を当時経営していた山陽鉄道傘下の会社である。この項目では、山陽鉄道直営航路および、同様に傘下の山陽汽船（さんようきせん）の航路についても触れる。

## 概要
親会社の山陽鉄道は、山陽汽船商社設立までは、並行する海路に対しては競合相手であったが、そうでない区間に関しては補完関係が成立していた。1897年（明治30年）9月25日の徳山駅開業で状況が変化。大阪商船（現在の商船三井）が運行していた尾道-門司間の航路を廃止。徳山-門司間の航路を強化した。そのことが、山陽鉄道による子会社を介した直接の航路運行になった。山陽鉄道直営にしなかった理由は、当時の鉄道法（私設鉄道条例）では鉄道事業以外の事業を、直接行うことができなかったからである。
当初は、馬関駅（現在の下関駅間までの鉄道開通までの予定で、1898年（明治31年）9月1日に門徳連絡船（門司-徳山間）の航路に就航。就航当時、船舶を所有していなかったので、3隻傭船して対応。港の整備もされていなかったので、艀で対応した。
1901年（明治34年）5月27日の下関開通時に、山陽鉄道直営で関門連絡船に就航した。1900年（明治33年）にできた私設鉄道法により、鉄道以外の事業を直接行うことができるようになったためである。関門連絡船の開業同日に門徳連絡船は廃止された。
1903年（明治36年）2月には、「宮島渡航株式会社」を買収して、5月から山陽鉄道直営航路宮島連絡船を開設した。同年、山陽汽船商社は、のちの宇高連絡船の前身になる多尾連絡船（多度津港-尾道港間）および岡山港-高松港間航路を開設した。
1905年（明治38年）9月11日には、同様に山陽鉄道傘下の山陽汽船が関釜連絡船を就航させた。
1906年（明治39年）12月1日に、山陽鉄道が国有化され、山陽汽船商社・山陽汽船の航路も国有に移管された。

## 年表
- 1898年（明治31年）9月1日 - 門徳連絡船の就航を開始。
- 1901年（明治34年）5月27日 - 山陽鉄道直営で関門連絡船の就航を開始。同日に門徳連絡船廃止。
- 1903年（明治36年）5月8日 - 「宮島渡航株式会社」の全資産を買収、山陽鉄道直営航路になる。のちの宮島連絡船になる。
- 1903年（明治36年）3月18日 - 岡山港-高松港間航路の就航を開始。同日に多尾連絡船の就航を開始。
- 1905年（明治38年）9月11日 - 山陽汽船が関釜連絡船の就航を開始。
- 1906年（明治39年）12月1日 - 山陽鉄道が国有化。航路も移管され、国鉄の航路になる。

## 運行していた航路
詳細は、各航路を参照（岡山-高松間及び多尾連絡船は宇高連絡船を参照）。
- 『山陽汽船商社』運営
  - 名称不明（岡山港-高松港間、宇高連絡船の前身の一つ）
    - 1903年（明治36年） - 1906年（明治39年）（山陽鉄道買収まで）

  - 多尾連絡船（多度津港-尾道港間、宇高連絡船の前身の一つ）
    - 1903年（明治36年） - 1906年（明治39年）（山陽鉄道買収まで）

  - 門徳連絡船（門司港-徳山港間、下関駅開通まで運行）
    - 1898年（明治31年） - 1901年（明治34年）（関門連絡船就航まで）
- 『山陽汽船』運営
  - 関釜連絡船（博多港-釜山港間）
    - 1905年（明治38年） - 1906年（明治39年）（山陽鉄道買収まで）
- 『山陽鉄道』直営
  - 宮島連絡船（宮島口駅-宮島桟橋間）
    - 1903年（明治36年） - 1906年（明治39年）（山陽鉄道買収まで）

  - 関門連絡船（下関駅-門司港駅間）
    - 1901年（明治34年） - 1906年（明治39年）（山陽鉄道買収まで）

## 所有していた船舶
- 山陽汽船商社
  - 玉藻丸（岡山港-高松港間連絡船）
  - 旭丸（岡山港-高松港間連絡船）
  - 児島丸（多尾連絡船）
  - 春日丸（門徳連絡船、傭船）
  - 幸明丸（門徳連絡船、傭船）
  - 第二平安丸（門徳連絡船、傭船）
  - 馬関丸（門徳連絡船）
  - 豊浦丸（門徳連絡船）
- 山陽汽船
  - 壱岐丸（関釜連絡船）
  - 対馬丸（関釜連絡船）
- 山陽鉄道
  - 宮島丸（宮島連絡船）
  - 厳島丸（宮島連絡船）
  - 下関丸（関門連絡船）
  - 大瀬戸丸（関門連絡船）
  - 小門丸（関門連絡船）
  - 珠島丸（関門連絡船）
  - 細江丸（関門連絡船）

## 参考書籍
- 古川達郎『鉄道連絡船再見 海峡を結ぶ"動く架け橋"をたずねて』 JTBパブリッシング〈JTBキャンブックス〉 ISBN 978-4-533-07319-9
- 長船友則『山陽鉄道物語』 JTBパブリッシング〈JTBキャンブックス〉 ISBN 978-4-533-07028-0